# تینا پاکروان
تینا پاکروان (زادهٔ ۲۸ فروردین ۱۳۵۶) بازیگر، کارگردان، تهیه‌کننده و نویسندهٔ اهل ایران است.

## زندگی
تینا پاکروان در سال ۱۳۵۶ در تهران زاده شد. کارشناسی کارگردانی سینما را از دانشکدهٔ سینما و تئاتر گرفت. او فعالیت سینمایی را از کار در مجلهٔ سینمایی گزارش فیلم در سال ۱۳۷۴ آغاز کرد و در ادامه، با مجلاتی مانند ابرار سینمایی و صدا، دوربین، حرکت و هفته‌نامهٔ فکور همکاری داشته است.
پاکروان در ۱۸ سالگی در فیلم یاس‌های وحشی به کارگردانی محسن محسنی‌نسب به‌عنوان منشی صحنه فعالیت داشت. در فیلم سگ‌کشی بهرام بیضایی دستیار کارگردان بوده و در ادامه، در مجموعه‌های تلویزیونی تعطیلات نوروزی شبکه دو و راز سکوت برنامه‌ریز و جانشین مدیر تولید بوده است.
تینا پاکروان سپس برای ادامهٔ تحصیل به خارج از کشور رفت و در دانشگاه کالیفرنیا، لس‌آنجلس (UCLA) ایالات متحدهٔ آمریکا در رشتهٔ سینما چند واحد درسی گذراند. او در این میان دو فیلم کوتاه ساخت: رؤیا با بازی بهزاد فراهانی و مژگان ربانی، و همچنین اکتور اکتور که در آمریکا ساخت. یک فیلم مستند هم به نام همراه با ایرانیان برای شبکهٔ جهانی جام جم ساخته که در آن به زندگی ایرانیان مقیم لس آنجلس و سان فرانسیسکو پرداخته است.
او پس از بازگشت به ایران، در مجموعهٔ تلویزیونی کلاه پهلوی به‌عنوان مدیر برنامه‌ریزی و دستیار اول کارگردان با سید ضیاءالدین درّی همکاری کرد. سپس در فیلم سنتوری به‌عنوان مدیر تولید با داریوش مهرجویی همکاری کرد. در فیلم وقتی همه خوابیم به کارگردانی بهرام بیضایی و فیلم اخراجی‌ها ۲ به کارگردانی مسعود ده‌نمکی مدیر تولید و برنامه‌ریز بوده است.
سومین فیلم کوتاه پاکروان گره نام داشت که محمدرضا شریفی‌نیا، سارا خوئینی‌ها، شقایق فراهانی و محراب رضایی به‌عنوان بازیگر در آن حضور داشتند.
تینا پاکروان اولین کار بازیگری خود را در مجموعهٔ تلویزیونی سال‌های مشروطه تجربه کرد. او در این مجموعه به‌عنوان بازیگر، مدیر تولید، طراح دکور و مشاور فیلم‌نامه حضور داشته است.
او تاکنون به‌عنوان مجری طرح، مدیر تولید، بازیگر، برنامه‌ریز، دستیار کارگردان و چند نقش دیگر در فیلم‌های مختلف همکاری داشته و با فیلم‌سازانی همچون مسعود کیمیایی، مسعود ده‌نمکی، داریوش مهرجویی، بهرام بیضایی، محمدرضا ورزی و سید ضیاءالدین درّی کار کرده است. از فعالیت‌های دیگر وی می‌توان به تدریس، انتشار کتاب، نقد و ترجمه در مطبوعات و همچنین برگزاری نمایشگاه عکس اشاره کرد.

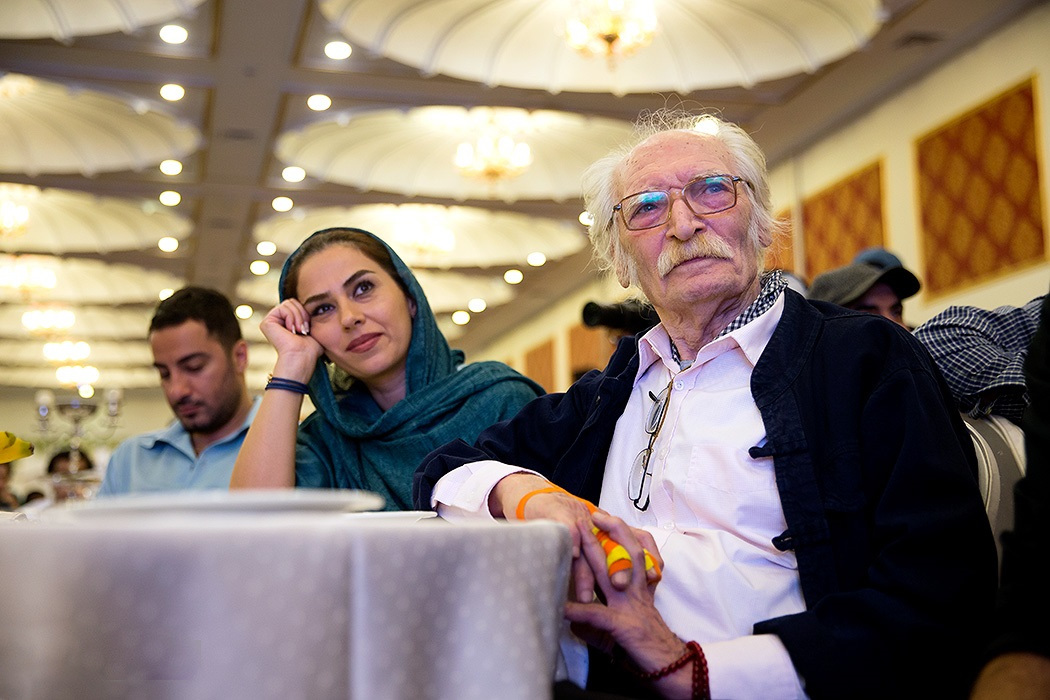
تینا پاکروان همراهِ محمود دولت‌آبادی و نوید محمّدزاده

## فیلم‌شناسی

### سینمایی
| نام                | به عنوان | به عنوان | به عنوان  | به عنوان | به عنوان  | به عنوان        | سال انتشار | منبع             |
| نام                | بازیگر   | کارگردان | تهیه‌کننده | نویسنده  | چهره‌پرداز | دستیار کارگردان | سال انتشار | منبع             |
| ------------------ | -------- | -------- | --------- | -------- | --------- | --------------- | ---------- | ---------------- |
| سگ‌کشی              | نه       | نه       | نه        | نه       | نه        | آری             | ۱۳۸۰       | [ ۲ ]            |
| من و دبورا         | نه       | نه       | نه        | نه       | آری       | نه              | ۱۳۸۴       | [ نیازمند منبع ] |
| خانوم              | نه       | آری      | آری       | آری      | نه        | نه              | ۱۳۹۲       | [ ۳ ]            |
| متروپل             | آری      | نه       | نه        | نه       | نه        | نه              | ۱۳۹۲       | [ ۴ ]            |
| یحیی سکوت نکرد     | نه       | نه       | آری       | نه       | نه        | نه              | ۱۳۹۳       | [ ۵ ]            |
| نیمه‌شب اتفاق افتاد | نه       | آری      | آری       | نه       | نه        | نه              | ۱۳۹۴       | [ ۶ ]            |
| خانهٔ کاغذی         | آری      | نه       | آری       | نه       | نه        | نه              | ۱۳۹۵       | [ ۷ ]            |
| سارا و آیدا        | آری      | نه       | نه        | نه       | نه        | نه              | ۱۳۹۵       | [ ۸ ]            |
| لس آنجلس تهران     | نه       | آری      | آری       | آری      | نه        | نه              | ۱۳۹۶       | [ ۹ ]            |
| بی‌وزنی-            | آری      | نه       | نه        | نه       | نه        | نه              | ۱۳۹۷       | [ ۱۰ ]           |

### تلویزیونی

#### مجموعه‌تلویزیونی
| نام           | به‌عنوانِ | نام نقش | سال‌انتشار | منبع   |
| ------------- | ------- | ------- | --------- | ------ |
| سال‌های مشروطه | بازیگر  | امینه   | ۱۳۸۸      | [ ۱۱ ] |

#### فیلم تلویزیونی
| نام         | به عنوانِ | به عنوانِ | به عنوانِ  | سال انتشار | منبع   |
| نام         | کارگردان | بازیگر   | تهیه‌کننده | سال انتشار | منبع   |
| ----------- | -------- | -------- | --------- | ---------- | ------ |
| پل          | آری      | نه       | نه        | ۱۳۹۰       | [ ۱۲ ] |
| مسافر بهشت  | نه       | آری      | نه        | ۱۳۹۰       | [ ۱۳ ] |
| داستان عوضی | نه       | نه       | آری       | ۱۳۹۱       | [ ۱۴ ] |

### سریال نمایش خانگی
| نام    | به‌عنوانِ                    | سال انتشار | منبع   |
| ------ | -------------------------- | ---------- | ------ |
| خاتون  | کارگردان، نویسنده و بازیگر | ۱۴۰۰-۱۴۰۱  | [ ۱۵ ] |
| تاسیان | کارگردان و نویسنده         | ۱۴۰۳-۱۴۰۴  | [ ۱۶ ] |

### فیلم کوتاه
| نام           | به عنوانِ | به عنوانِ | سال انتشار | منبع             |
| نام           | کارگردان | نویسنده  | سال انتشار | منبع             |
| ------------- | -------- | -------- | ---------- | ---------------- |
| رؤیا خاله     | آری      | نه       | ۱۳۷۹       | [ نیازمند منبع ] |
| آکتور آکتور   | آری      | نه       | ۱۳۸۶       | [ ۱۷ ]           |
| گره           | آری      | آری      | ۱۳۸۸       | [ ۱۸ ]           |
| اینجاشهرمن‌بود | آری      | آری      | ۱۳۸۹       | [ ۱۹ ]           |

## جوایز
| سال  | جایزه                         | رده                                    | اثر نامزد شده | نتیجه    | منبع   |
| ---- | ----------------------------- | -------------------------------------- | ------------- | -------- | ------ |
| ۱۳۹۳ | جایزه خلاقیت و استعداد درخشان | جشن انجمن منتقدان و نویسندگان          | خانوم         | نامزدشده | [ ۲۰ ] |
| ۱۴۰۱ | بهترین کارگردان نمایش خانگی   | اولین جشن بزرگ کارگردانان سینمای ایران | خاتون         | برنده    | [ ۲۱ ] |